# Red Bull Arena (Salzburg)
 Der er flere lokaliteter med dette navn, se Red Bull Arena.
Red Bull Arena (tidligere Stadion Wals-Siezenheim) er et fodboldstadion i Wals-Siezenheim, en forstad til Salzburg, i Østrig. Det blev officielt åbnet i marts 2003 og er hjemmebane for Red Bull Salzburg.
Tilskuerkapaciteten blev udvidet til 30.000 før EM i fodbold 2008. Stadionet er det eneste i Østrigs Bundesliga, som har kunstgræs.